# Austria na Letnich Igrzyskach Paraolimpijskich 2008
Austrię na Letnich Igrzyskach paraolimpijskich w Pekinie reprezentowało 38 zawodników.

## Medale

### Złoto
- Thomas Geierspichler - lekkoatletyka, maraton - T52
- Andrea Scherney - lekkoatletyka, skok w dal - F44
- Wolfgang Schattauer - kolarstwo szosowe, jazda na czas - HC A
- Andreas Vevera - tenis stołowy, gra pojedyncza - kl.1

### Srebro
- Wolfgang Eibeck - kolarstwo szosowe, jazda na czas - LC 1

### Brąz
- Thomas Geierspichler - lekkoatletyka, 800 metrów - T52